# سازه (زبان‌شناسی)
در تحلیل نحو‌ی، یک سازه (به انگلیسی: constituent) یک واژه یا گروهی از واژه‌ها است که در یک ساختار سلسله مراتبی، به صورت یک واحد منفرد عمل می‌کند. تحلیل ساختار سازه به صورت عمده با دستور زبان ساختار عبارت مرتبط است، اگر چه دستور زبان وابستگی امکان تقسیم ساختار جمله به بخش‌های سازه‌ای را می‌دهند. بیشتر سازه‌ها عبارت (گروه) هستند. یک عبارت ترتیبی از یک یا بیشتر واژه است (در بعضی نظریه‌ها دو یا بیشتر) که:(۱) دور یک مورد واژگانی سرگروه ساخته شده‌است. (۲) به صورت یک واحد در داخل یک جمله فعالیت دارد.
ساختار سازه‌ای یک جمله با استفاده از «آزمون‌های سازه‌ای» شناسایی می‌شود. آزمون‌های سازه‌ای به بخشی از جمله اعمال می‌شوند، و نتیجه به دست آمده، مدارکی دربارهٔ ساختار سازه‌ای جمله ارائه می‌دهد. یک «ترتیب واژه» موقعی «عبارت/سازه» است که یک یا بیشتر از رفتارهای بحث شده در «آزمون سازه» را از خود نشان بدهد.

## آزمون‌های سازه

### هماهنگی (Coordination)
آزمون هماهنگی فرض می‌کند که تنها سازه‌ها می‌تواند هماهنگ سازی گردد، یعنی با هماهنگ ساز (مثل «و» یا «یا» یا «اما») ترکیب گردد؛ مثال‌های زیر آزمون هماهنگی، کلمات منفرد را به عنوان سازه تشخیص می‌دهد:

#### مثال
- Drunks could put off the customers.
  1. [Drunks] and [bums] could put off the customers.
  2. Drunks [could] and [would] put off the customers.
  3. Drunks could [put off] and [drive away] the customers.
  4. Drunks could put off the [customers] and [neighbors].

### تعویض باپراحالت(جایگزینی) (Proform substitution (replacement))
تعویض پراحالت یا جایگزینی، شامل آزمون رشته تست با پراحالت مناسب است (مثل ضمیر، پرا-فعل، پرا صفت و غیره).

#### مثال
Drunks could put off the customers.
1. (They could put off the customers. (They = Drunks
2. Drunks could put them off. (them = the customers; note that shifting of them and off has occurred here.
3. (Drunks could do it. (do it = put off the customers

### موضع‌گیری (Topicalization)
موضع‌گیری شامل حرکت دادن رشته تست به جلوی جمله است. این آزمون یک عملیات حرکت ساده است.

#### مثال
- Drunks could put off the customers.
  1. ...and the customers, drunks certainly could put off.
  2. ...and put off the customers, drunks certainly could.

### تعویض همچنین-انجام‌داد (Do-so-substitution)
تعویض همچنین-انجام داد نوعی آزمون است که حالتی از «do so» مثل (does so, did so, done so, doing so) را به جمله آزمون برای رشته هدف جایگزینی می‌کند.

#### مثال
- Drunks could put off the customers.
  1. (Drunks could do so. (do so = put off the customers
  2. (Drunks do so. (do so ≠ could put off the customers

### تعویض یک (One-substitution)
آزمون تعویض یک رشته تست را با ضمیرهای نامعین یکی(one) یا چند نفر (ones) جایگزین می‌کند.

#### مثال
- Drunks could put off the loyal customers around here who we rely on.
  1. (Drunks could put off the loyal ones around here who we rely on. (ones = customers
  2. (Drunks could put off the ones around here who we rely on. (ones = loyal customers
  3. (Drunks could put off the loyal ones who we rely on. (ones = customers around here
  4. (Drunks could put off the ones who we rely on. (ones = loyal customers around here
  5. (Drunks could put off the loyal ones. (ones = customers around here who we rely on

### پاره جواب (انداختن جواب، آزمون سؤال، آزمون مستقل) (Answer fragments (answer ellipsis, question test, standalone test))
آزمون پاره جواب شامل شکل‌دادن به یک سؤال است، که آن سؤال شامل یک واژه wh منفرد است (مثل who, what, where و غیره).

#### مثال
Drunks could put off the customers.
1. Who could put off the customers? - Drunks.
2. Who could drunks put off? - The customers.
3. What would drunks do? - Put off the customers.

### پاکسازی(Clefting)
پاکسازی شامل قراردادن رشته تست X که در داخل ساختار شروع شونده با «It is/was» است می‌باشد، «It was X that..."
رشته تست به صورت محور جمله پاکسازی بروز می‌کند:

#### مثال
- Drunks could put off the customers.
  1. It is drunks that could put off the customers.
  2. It is the customers that drunks could put off.
  3.  ??It is put off the customers that drunks could do.

### حذف VP (حذف عبارت فعلی) (VP-ellipsis)
آزمون حذف VP بررسی می‌کند تا ببینید کدام رشته که شامل یک یا بیشتر عنصر تحریک کننده است (معمولاً فعل) می‌تواند از جمله حذف شود. رشته‌ای که می‌تواند حذف شود، سازه پنداشته می‌شود: نماد ∅ در مثال‌های زیر برای نشان‌گذاری محل حذفی استفاده می‌شود.

#### مثال
- Beggars could immediately put off the customers when they arrive, and
  1. (*drunks could immediately also ∅ the customers when they arrive. (∅ = put off
  2. (?drunks could immediately also ∅ when they arrive. (∅ = put off the customers
  3. (drunks could also ∅ when they arrive. (∅ = immediately put off the customers
  4. (drunks could immediately also ∅. (∅ = put off the customers when they arrive
  5. (drunks could also ∅. (∅ = immediately put off the customers when they arrive

### شاف‌سازی (Pseudoclefting)
شفاف سازی مشابه پاکسازی است زیرا تاکیدش روی عبارت مشخصی در جمله است. دو نوع آزمون شفاف سازی وجود دارد:
- یک نوع رشته تست X را در جمله با جمله‌واره مرتبط آزاد درج می‌کند. What.....is/are X;
- نوع دیگر: X را در ابتدای جمله ای که توسط it/are دنبال می‌شود درج می‌کند، و سپس جمله‌واره مرتبط را آزادسازی می‌کند:X is/are what/who... نوع دوم در اینجا شرح داده می‌شود:[۱۱]

#### مثال
- Drunks would put off the customers.
  1. Drunks are who could put off the customers.
  2. The customers are who drunks could put off.
  3. Put off the customers is what drunks could do.

### مجهول‌سازی (Passivization)
مجهول سازی شامل تغییر یک جمله فعال به جمله مجهول و برعکس است. مفعول جمله فعال به فاعل جمله مجهول متناظر، تغییر می‌کند:

#### مثال
1. Drunks could put off the customers.
2. The customers could be put off by drunks.

### غفلت (حذف) (Omission (deletion))
حذف بررسی می‌کند که آیا رشته هدف می‌تواند بدون تأثیرگذاری دستورزبانی جمله حذف گردد. در بیشتر حالات، قیدهای محلی و زمانی، اصلاح کننده‌های ویژگی، متمم‌های اختیاری را می‌توان به صورت امن حذف کرد، و بنابراین واجد شرایط سازه هستند.
1. Drunks could put off customers. (the has been omitted.)

### نفوذ (Intrusion)
نفوذ، ساختار جمله را با به زور وارد کردن قید به بخش‌های جمله کاوش می‌کند. ایده آن است که رشته‌های موجود در دو سمت قید سازه اند:

#### مثال
- Drunks could put off the customers.
  1. Drunks definitely could put off the customers.
  2. Drunks could definitely put off the customers.
  3. *Drunks could put definitely off the customers.
  4. *Drunks could put off definitely the customers.
  5. *Drunks could put off the definitely customers.

### مواجه شدن با Wh به انگلیسی (Wh-fronting)
Wh-fronting بررسی می‌کند تا ببیند آیا رشته تست می‌تواند با واژه wh مواجه گردد. این آزمون مشابه آزمون پاره جواب است تا آنجا که فقط از نیمی از آن آزمون استفاده می‌کند، و به جواب بالقوه به آن سؤال توجه نمی‌کند.

#### مثال
- Drunks would put off the customers.
  1. (Who would put off the customers? (Who ↔ Drunks
  2. (Who would drunks put off? (Who ↔ the customers
  3. (What would drunks do? (What...do ↔ put off the customers

### تعویض عمومی (General substitution)
آزمون تعویض عمومی، رشته تست را با یک واژه یا عبارت دیگر جایگزین می‌کند. این آزمون شبیه تعویض پرافرم است، تنها تفاوت آن است که واژه یا عبارت جایگزین یک پرافرم نیست، مثلاً

#### مثال
- Drunks could put off the customers.
  1. (Beggars could put off the customers. (Beggars ↔ Drunks
  2. (Drunks could put off our guests. (our guests ↔ the customers
  3. (Drunks would put off the customers. (would ↔ could

### بالا بردن گره سمت راست (Right node raisingکوته‌نوشت (RNR))
بالابردن گره سمت راست با کوته‌نوشت RNR، نوعی آزمون است که رشته تست در سمت راست ساختار هماهنگ را مجزا می‌کند. فرض آن است که تنها سازه‌ها می‌توانند با پیوندهای ساختار هماهنگ مشترک شوند:

#### مثال
- Drunks could put off the customers.
  1. [Drunks] and [beggars] could put off the customers.
  2. [Drunks could], and [they probably would], put off the customers.
  3. [Drunks could approach] and [they would then put off] the customers.